# 寿州 (唐朝)
寿州，中国唐朝时设置的州。
唐高祖武德四年（621年）分济州寿张县设置寿州，治所在寿张县（今山东省济宁市梁山县水泊街道）。下辖寿张县、寿良县（今山东省泰安市东平县东平湖中）。属于济州总管府。武德五年（622年）被刘黑闼占领。唐朝收复后，废除寿良县、寿州，寿张县改属郓州。